# Тиф Лейси
Тиф Лейси е британска певица, автор на песни, поетеса и художничка. Нейната певческа кариера е съсредоточена главно в жанра на електронната музика. На широката публика тя е известна най-вече с глобалните си хитове „Ecstasy“, „Marrakech“ и „Here With Me“, в сътрудничество с германския диджей Ей Ти Би. Сред феновете на транс музиката Лейси е добре позната и с многобройните си сътрудничества със звезди от ранга на Paul Oakenfold, Matt Darey, Cosmic Gate, Bobina, Tenishia и Headstrong.

## Биография
Тиф Лейси започва да пише първите си песни на 14-годишна възраст, а на 16 започва и да ги изпълнява на сцена. Първоначално е избрана за беквокалистка на бандата Falling Man, а по-късно е фронт вокал на Frankenstein's Baby, с които прави няколко турнета във Великобритания и Ирландия и записва няколко сингъла, които се превръщат в хитове на Острова. Точно когато е пред договор с американската музикална компания Virgin, съставът се разпада, като Лейси иска пълна свобода над звукозаписната си дейност. Така тя се оттегля от музикалната сцена за известно време, обмисляйки в каква посока да насочи творческия си потенциал.

## Електронна денс музика
През 2001 г. Тиф Лейси научава за провеждането на прослушване на вокалистки за предстоящия албум на Paul Oakenfold. Така тя изпраща свои демо записи и бива избрана от германската звезда да запише парчето „Hyptnotised“, което по-късно влиза в Топ 50 на класацията за денс сингли на американското списание Билборд, както и в Топ 20 на официалната сингъл класация на Финландия. Скоро след това идва и предложението на Крис Дечечо, познат като Redd Square, с когото Тиф Лейси записва парчето „In Your Hands“, което тя промотира и с изпълнения на живо. През 2003 г. следва The Thrillseekers с хита „Affinity“ и отново турне, и така в рамките на една година певицата се превръща в интернационална звезда на ъндърграунд музиката.
Заветният момент за Тиф е през 2004 г., когато германският диджей ATB я кани да запише вокалите на три песни в албума му „No Silence“. Това са „Marrakech“, „Ecstasy“ и „Here With Me“. Първата е водещият сингъл на тавата, който влиза в Топ 10 и Топ 20 на всички евро класации и освен това е включена в саундтрака на филма на Рени Харлин „Mindhunters“ с LL Cool J. Втората, „Ecstasy“, се превръща в най-големия хит в кариерата както на Тиф Лейси, така и на ATB. Докато синглите са начело на класациите, двамата правят и турне, като по същото време записват и още едно парче – „Humanity“, което след издаването си се превръща в поредния глобален хит. Следващият сингъл на певицата, „Arise“ с Mike Shiver и Ashkan Fardost, получава място в селекцията на Тиесто и е включен в най-продаваната компилация на 2006 г. – „In Search of Sunrise 5: Los Angeles“.
През 2005 г. Тиф Лейси, вече утвърдена звезда от световна величина, започва да получава предложение след предложение, както от известни имена, така и от начинаещи продуценти. Известно от този период е приятелството ѝ с Matt Darey, който я запознава с Дон Джаксън, познат на публиката като Headstrong. Между Джаксън и Тиф творческата химия е забележителна и за отрицателно време се ражда техният първи сингъл „Close Your Eyes“, който Matt Darey ремиксира и издава чрез собствения си лейбъл – Darey Products LTD. Успехът е шеметен и вследствие на това Headstrong и Тиф издават още 2 успешни сингъла през следващата година – „Show Me The Love“ и „The Truth“. Самият Matt Darey сътрудничи с певицата за сингъла „Always“ през 2006 г. и „Sum Of All Fears“ през 2007 г. От 2006 г. е и първото съвместно парче на Тиф с Cosmic Gate – „Should've Known“.
През 2007 г. Тиф Лейси записва албума „Wonderland“ с продуцента Huw Williams, което е издаден под артистичния псевдоним на дуото – Rubikon. Продукцията съдържа 11 парчета в стил експериментална електроника с вокали, 4 от които са издадени като сингли – „Adore“, „Thing Called Love“, „Telephone“ и „Why Keep On“. През 2008 и 2009 г. вокалите на Тиф присъстват в общо 56 съвместни парчета, което е рекорд за денс изпълнителка.

## Соло кариера
Първото самостоятелно парче на Тиф Лейси, „Carnival Queen“, се появява на пазара през 2008 г. като част от компилация с летни хитове. Въпреки дръзкия текст и клубното звучене, парчето не пожънва особен успех. През 2009 г. изпълнителката издава два самостоятелни сингъла, които са много по-успешни – „Someone Like You“ и „Show Me The Way“. Първият е закачливо денс поп парче за любов, вторият е много по-драматично обръщение на Тиф към Всевишния, като оригиналната версия се състои само от пиано и вокал. Поради големия успех, „Show Me The Way“ се преиздава през 2010 г.
През 2011 г. Тиф Лейси издава своя първи самостоятелен албум, наречен „¡Viva!“. Тавата показва изпълнителката в най-креативната ѝ светлина. Заглавната песен е записана на испански език. В албума е включена и модернизирана версия на сегмента „La Habanera“ от операта на Жорж Бизе „Кармен“, изпята на френски език и продуцирана от звездата Matt Bukovski. Пилотният и единствен сингъл от албума е денс парчето „Take Me Away“, по текст на Тиф и музика на Tom Kent. Във „¡Viva!“ е включено и парчето „Damocles“, на което, освен текста, Тиф композира и продуцира музиката сама.

## Дискография
Албуми
- „Wonderland“ (2008) (като Rubikon)
- „¡Viva!“ (2011)

Самостоятелни сингли
- „Carnival Queen“ (2008)
- „Someone Like You“ (2009)
- „Show Me The Way“ (2009)
- „Take Me Away“ (2011)

Най-големи хитове
- Paul Oakenfold & Tiff Lacey – „Hypnotised“ (2002)
- Redd Square & Tiff Lacey – „In Your Hands“ (2002)
- The Thrillseekers pres. Hydra с участието на Tiff Lacey – „Affinity“ (2003)
- ATB & Tiff Lacey – „Ecstasy“ (2004)
- Headstrong & Tiff Lacey – „Close Your Eyes“ (2005)
- Mike Shiver & Ashkan Fardost pres. A.M. с участието на Tiff Lacey – „Arise“ (2005)
- Cosmic Gate & Tiff Lacey – „Should've Known“ (2006)
- Matt Darey & Tiff Lacey – „Sum Of All Fears“ (2007)
- Nick Murray & Tiff Lacey – „The Sweetest Sound“ (2008)
- Teya & Tiff Lacey – „Only You“ (2008)
- ATB & Tiff Lacey – „My Everything“ (2009)
- DJ Feel, Alexander Popov & Tiff Lacey – „Time After Time“ (2009)
- Motionchild, Will Holland & Tiff Lacey – „Arctic Kiss“ (2010)
- Aly & Fila с участието на Tiff Lacey – „Paradise“ (2011)
- Bartlett Bros, Matt Loki & Tiff Lacey – „Sweet Child“ (2012)
- Alex M.O.R.P.H. & Woody van Eyden with Tiff Lacey – „I See You“ (2013)
- Edvard Viber & Tiff Lacey – „Is This Love“ (2013)